# Secunda 1
Secunda 1 este al treilea LP al solistului Mircea Baniciu. Albumul a apărut în anul 1989 la casa de discuri Electrecord.

## Piese
Versiunea LP
1. Poveste despre poveste
2. Promisiunea
3. Cîntec pentru cel ce vede întîa oară soarele
4. Lume, lume
5. Scorpia și ghionoaia
6. La-nceput de drum
7. Balada dragostei
8. Frunza
9. Secunda cea fără de bătrînețe și fără de moarte

Versiunea MC
1. Balada dragostei
2. Frunza
3. Scorpia și ghionoaia
4. Romanța iepurelui întîmplător
5. Întoarcerea acasă
6. În loc de final
7. Poveste despre poveste
8. Promisiunea
9. Cîntec pentru cel ce vede întîia oară soarele
10. Lume, lume
11. La-nceput de drum
12. Secunda cea fără de tinerețe și fără de moarte

Toate melodiile sunt compuse de Mircea Baniciu. Versurile aparțin lui Dan Verona (după basmul Tinerețe fără bătrânețe și viață fără de moarte de Petre Ispirescu).

## Personal
- Mircea Baniciu – voce, chitară
- Doru Căplescu – aranjamentele instrumentale

Maestru de sunet: Theodor Negrescu. Grafică: Victor și Zorina Bâldescu. Redactor muzical: Romeo Vanica.